# Max Beesley
Maxton Gig Beesley Jr. (16 de abril de 1971), conocido como Max Beesley, es un actor y cantante británico, más conocido por haber interpretado a Charlie Edwards en la serie Hotel Babylon.

## Biografía
Es hijo del comediante Maxton G. Beesley y de la cantante de jazz Christine "Chris" Marlowe, quienes se divorciaron cuando era un bebé; tiene dos hermanos Gary Beesley y Katie Beesley. Su hermanastro es el actor Jason Milligan y es tío de Tallulah Milligan y Melissa Milligan.
Estudió en música en la escuela Chetham's School of Music.
En 2004 salió con la actriz Susie Amy; sin embargo la relación terminó en 2007. Se casó con Jennifer Beesley, con quien tiene una hija, Sabrina Christina Beesley (octubre de 2014).

## Carrera
En 2004 apareció en la película Torque, donde interpretó al motociclista Luther. Ese mismo año se unió al elenco de la serie Bodies, donde interpretó al doctor Rob Lake hasta 2006. En 2005 apareció como invitado en la exitosa serie británica Hustle, donde interpretó a Jake Henry. En 2006 se unió al elenco de la serie Hotel Babylon, donde interpretó al gerente general Charles "Charlie" Edwards hasta 2008. Regresó como invitado a la serie en 2009. En 2008 se unió al elenco de la serie Survivors, donde interpretó al excriminal Tom Price hasta el final de la serie en 2010.
En 2010 apareció como invitado en la serie CSI: Crime Scene Investigation, donde interpretó a Thomas Stewart. En 2011 apareció en las dos partes de la película The Reckoning interpretando a Mark Dobson. Ese mismo año se unió al elenco de la serie Mad Dogs, donde interpretó a Woody hasta el final de la serie en 2013. En 2013 apareció en la película Pawn, donde interpretó a Billy. Ese mismo año se unió al elenco recurrente de la serie Suits, donde interpretó a Stephen Huntley. En 2015 se unió al elenco recurrente de la quinta y última temporada de la serie Strike Back: Strike Back: Legacy, donde interpretó a Ray McQueen. En 2015 se unió al elenco de la nueva serie Ordinary Lies, donde dio vida a Mike Hill.

## Carrera musical
Es músico de jazz y rock, y ha estado de gira con cantantes como George Michael, George Benson, Take That y Jamiroquai. En 1998 fue acompañado por el cantante Jason Orange en un viaje por Nueva York, donde ambos estudiaron arte dramático, mientras que Max tocaba la percusión en Take That.
En 2003 tocó el piano para Robbie Williams y el 30 de noviembre de 2006 fue su percusionista durante la segunda mitad del concierto de Close Encounters Tour en Australia. Tocó la batería para su segundo concierto en Brisbane en el Rudebox.
Como miembro invitado, tocó por ocho meses la batería para el grupo de jazz Incognito. El 28 de octubre de 2006, tocó el piano como invitado especial para James Brown durante su actuación en el The Roundhouse en Londres.

## Filmografía

### Series de televisión
| Año             | Título                                | Personaje                  | Notas                                   |
| --------------- | ------------------------------------- | -------------------------- | --------------------------------------- |
| 2017 - presente | Jamestown                             | Henry Sharrow              | 3 episodios                             |
| 2015 - 2016     | Empire                                | Guy                        | 3 episodios                             |
| 2015            | Homeland                              | Mike Brown                 | episodio "The Tradition of Hospitality" |
| 2015            | Strike Back: Legacy                   | Ray McQueen                | 2 episodios                             |
| 2015            | Ordinary Lies                         | Mike Hill                  | 6 episodios                             |
| 2013            | Suits                                 | Stephen Huntley            | 7 episodios                             |
| 2011 - 2014     | Mad Dogs                              | Steve "Woody" Woods        | 14 episodios                            |
| 2010            | CSI: Crime Scene Investigation        | Thomas Stewart             | episodio "Blood Moon"                   |
| 2008 - 2010     | Survivors                             | Tom Price                  | 12 episodios                            |
| 2006 - 2009     | Hotel Babylon                         | Charlie Edwards            | 22 episodios                            |
| 2008            | The Last Enemy                        | Michael Ezard              | 5 episodios                             |
| 2007            | Talk to Me                            | Mitch Moore                | 4 episodios                             |
| 2004 - 2006     | Bodies                                | Dr. Rob Lake               | 16 episodios                            |
| 2006            | Goldplated                            | Hombre de Caridad          | episodio "The Charity Dinner"           |
| 2005            | Hustle                                | Jake Henry                 | episodio "Old Acquaintance"             |
| 1997            | The History of Tom Jones, a Foundling | Tom Jones/Reverendo Summer | 5 episodios                             |
| 1997            | The Broker's Man                      | Joe Goodwin                | 2 episodios                             |
| 1986            | Last of the Summer Wine               | Transeúnte                 | episodio "Who's Feeling Ejected Then?"  |

### Películas
| Año  | Título                            | Personaje           | Notas                                                                                     |
| ---- | --------------------------------- | ------------------- | ----------------------------------------------------------------------------------------- |
| 2023 | Operation Fortune: Ruse de Guerre | Ben Harris          | junto a Jason Statham, Aubrey Plaza, Josh Hartnett, Cary Elwes, Bugzy Malone y Hugh Grant |
| 2013 | Pawn                              | Billy               | junto a Marton Csokas                                                                     |
| 2011 | The Reckoning: Part Two           | Mark Dobson         | junto a Sophie Stuckey, Frances Ashman y Daniel Ryan                                      |
| 2011 | The Reckoning: Part One           | Mark Dobson         | junto a Anna Madeley, Aidan McArdle y Peter Wight                                         |
| 2005 | Her Name Is Carla                 | Jack                | junto a Julian Sands y Mina Badie                                                         |
| 2005 | Bloodlines                        | Det. Jake Bannerman | junto a Emma Pierson, Kevin McNally y Robert Pugh                                         |
| 2004 | The Porter                        | Portero             | corto - junto a Ferenc Borbiczky y Dannii Minogue                                         |
| 2004 | Torque                            | Luther              | junto a Martin Henderson, Matt Schulze y Jaime Pressly                                    |
| 2003 | Red Roses and Petrol              | Johnny Doyle        | junto a Malcolm McDowell, Olivia Tracey, Heather Juergensen y Greg Ellis                  |
| 2003 | The Emperor's Wife                | Emperador           | junto a Jonathan Rhys Meyers, Rosana Pastor y Leticia Dolera                              |
| 2002 | Anita and Me                      | Neddy               | junto a Kabir Bedi, Lucy Pargeter, Sanjeev Bhaskar y Meera Syal                           |
| 2002 | Fields of Gold                    | Mark Hurst          | junto a Anna Friel y Mark Strong                                                          |
| 2001 | Glitter                           | Julian Dice         | junto a Mariah Carey, Eric Benét y Terrence Howard                                        |
| 2001 | Hotel                             | Antonio             | junto a Saffron Burrows, Danny Huston y Rhys Ifans                                        |
| 2001 | The Last Minute                   | Billy Byrne         | junto a Sienna Guillory, Tom Bell, Jason Isaacs y James Hooton                            |
| 2001 | Kill Me Later                     | Charlie Anders      | junto a Selma Blair, O'Neal Compton y Brendan Fehr                                        |
| 2000 | Five Seconds to Spare             | William             | junto a Andy Serkis, Sian Reeves, Ray Winstone y James Hooton                             |
| 2000 | It Was an Accident                | Mickey Cousins      | junto a Chiwetel Ejiofor, Nicola Stapleton, Thandie Newton y Phaldut Sharma               |
| 1999 | The Match                         | Wyllie Smith        | junto a Isla Blair, Bill Paterson, James Cosmo y Tom Sizemore                             |

### Compositor
| Año  | Programa           | Notas      |
| ---- | ------------------ | ---------- |
| 2005 | Her Name Is Carla  | compositor |
| 2003 | The Emperor's Wife | compositor |

### Apariciones
| Año         | Programa                      | Notas                              |
| ----------- | ----------------------------- | ---------------------------------- |
| 2007 - 2008 | London Ink                    | narrador - 6 episodios             |
| 2005        | Honey We're Killing the Kids! | narrador - episodio "The Applebys" |

## Premios y nominaciones
| Año  | Categoría              | Premio       | Película | Resultado |
| ---- | ---------------------- | ------------ | -------- | --------- |
| 2002 | Worst Supporting Actor | Razzie Award | Glitter  | Nominado  |